# Anolis macrinii
Espèce
Synonymes
- Norops macrinii (Smith, 1968)

Statut de conservation UICN

 LC  : Préoccupation mineure
Anolis macrinii est une espèce de sauriens de la famille des Dactyloidae. 

## Répartition
Cette espèce est endémique d'Oaxaca au Mexique.

## Étymologie
Cette espèce est nommée en l'honneur d'Emil Macrinius.

## Publication originale
- Smith, 1968 : Two new lizards, one new, of the genus Anolis from Mexico. Journal of Herpetology, vol. 2, p. 143-146.